# O Quatrilho
O Quatrilho é um filme brasileiro de 1995 do diretor Fábio Barreto. Foi baseado no livro homônimo de 1985 de José Clemente Pozenato. A trilha sonora original foi composta por Jaques Morelenbaum e a música tema por Caetano Veloso. O filme foi indicado ao Oscar de Melhor Filme Estrangeiro em 1996.

## Sinopse
Em 1910, numa comunidade rural no Rio Grande do Sul habitada por imigrantes italianos, dois casais muito amigos se unem para poder sobreviver e decidem morar na mesma casa. Mas o tempo faz com que a esposa (Patricia Pillar) de um (Alexandre Paternost) se interesse pelo marido (Bruno Campos) da outra (Glória Pires), sendo correspondida. Após algum tempo, os dois amantes decidem fugir e recomeçar outra vida, deixando para trás seus parceiros, que viverão uma experiência dramática e constrangedora, mas nem por isto desprovida de romance.

## Elenco
- Glória Pires .... Pierina
- Patrícia Pillar .... Teresa
- Alexandre Paternost .... Angelo Gardone
- Bruno Campos .... Mássimo
- Gianfrancesco Guarnieri .... Padre Giobbe
- José Lewgoy .... Rocco
- Cecil Thiré .... Padre Gentile
- Cláudio Mamberti .... Battiston
- Antônio Carlos Pires .... Aurelio
- José Vitor Castiel .... Miro
- Fábio Barreto .... Gaudério

## Produção

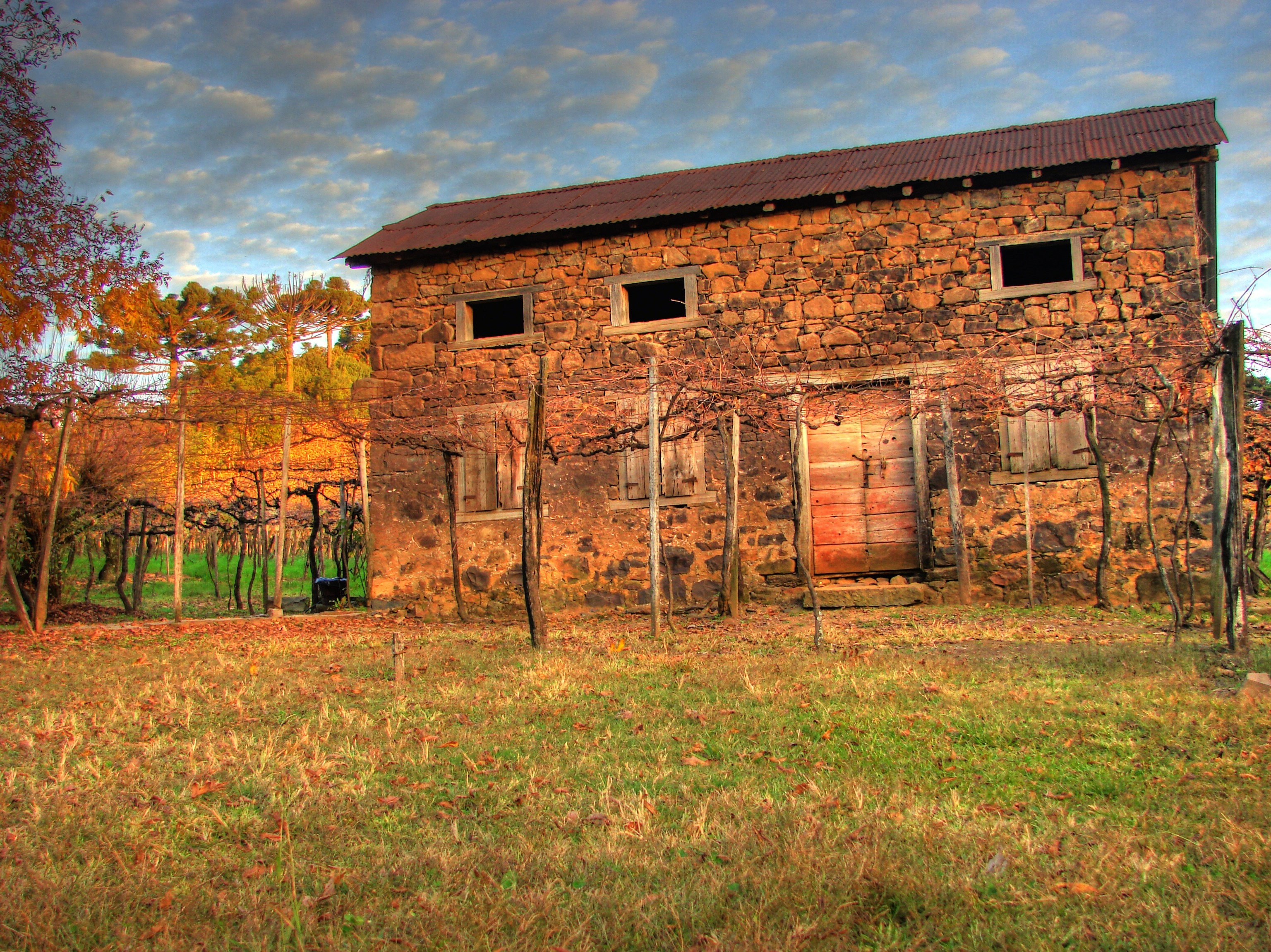
Casa Strapazzon, um dos cenários do filme

- O Quatrilho foi o segundo filme brasileiro indicado ao Oscar. O primeiro foi O Pagador de Promessas, de Anselmo Duarte.
- A entrada de O Quatrilho no Oscar se deu por empenho da família Barreto com o filme. Lucy Barreto e Luiz Carlos Barreto gastaram US$ 30 mil do próprio bolso para pôr o longa em festivais dos Estados Unidos e do Canadá, dentro do radar dos votantes da Academia.[3]
- O enredo do filme é baseado em uma história real.
- Uma parte do filme foi gravada no município de Farroupilha, na cascata do Salto ventoso. Há cenas também em Bento Gonçalves, Carlos Barbosa, Caxias do Sul (Forqueta e Ana Rech) e Antônio Prado, todas cidades da Serra Gaúcha.
- O fotógrafo que tira uma foto da família, no final do filme, é José Clemente Pozenato, autor do livro no qual o roteiro de O Quatrilho foi baseado.
- Alguns membros da família do diretor aparecem em pequenos papéis, inclusive ele mesmo, como o personagem "Gaudério".
- Uma das locações do filme ocorreu no Caminhos de Pedra, utilizando-se de uma casa de pedra, típica da região.[4]
- A trilha foi composta por Caetano Veloso, com arranjos de Jaques Morelenbaum.

## Prêmios e Indicações
| Ano  | Premiação                               | Categoria                | Trabalho                          | Resultado |
| ---- | --------------------------------------- | ------------------------ | --------------------------------- | --------- |
| 1996 | Óscar                                   | Melhor Filme Estrangeiro | O Quatrilho                       | Indicado  |
| 1996 | Associação Paulista de Críticos de Arte | Melhor Atriz             | Glória Pires                      | Venceu    |
| 1996 | Tokyo International Film Festival       | Tokyo Grand Prix         | Fábio Barreto                     | Indicado  |
| 1995 | Festival de Havana                      | Melhor Atriz             | Glória Pires                      | Venceu    |
| 1995 | Festival de Havana                      | Melhor Direção de Arte   | Paulo Flaksman                    | Venceu    |
| 1995 | Festival de Havana                      | Melhor Música            | Caetano Veloso/Jaques Morelenbaum | Venceu    |